# Emmanuel Eboué
Emmanuel Eboué (Abiyán, Costa de Marfil, 4 de junio de 1983) es un exfutbolista marfileño. Jugaba como lateral derecho y su último club fue el Sunderland. Fue internacional con la selección de Costa de Marfil durante nueve años, disputando la Copa Mundial de Fútbol de 2006 y 2010.

## Trayectoria
Eboué se graduó en la academia futbolística de Jean-Marc Guillou en Abiyán, y posteriormente pasó a jugar en el ASEC Mimosas. Después de jugar 25 partidos y marcar 3 goles durante la temporada 2001-02, en septiembre de 2002 fue contratado por el equipo belga KSK Beveren.
Eboué jugó durante tres temporadas en el equipo de la ciudad de Beveren, que tenía una estrecha relación con el Arsenal FC de Inglaterra para el desarrollo de jugadores. Gracias a esta relación, en diciembre de 2004 Eboué pudo realizar una prueba en Highbury, junto a su compañero Marco Né. El 1 de enero de 2005 firmó un contrato por cuatro años con el Arsenal Football Club por una cantidad de 1,54 millones de libras, después de jugar desde la temporada 2002-03 hasta la 2004-05 en el KSK Beveren, en el cual disputó 70 partidos, marcando cuatro goles. Antes de marchar a Londres contrajo matrimonio con la que era su novia, de nacionalidad belga, gracias a lo cual posee doble nacionalidad.

### Arsenal

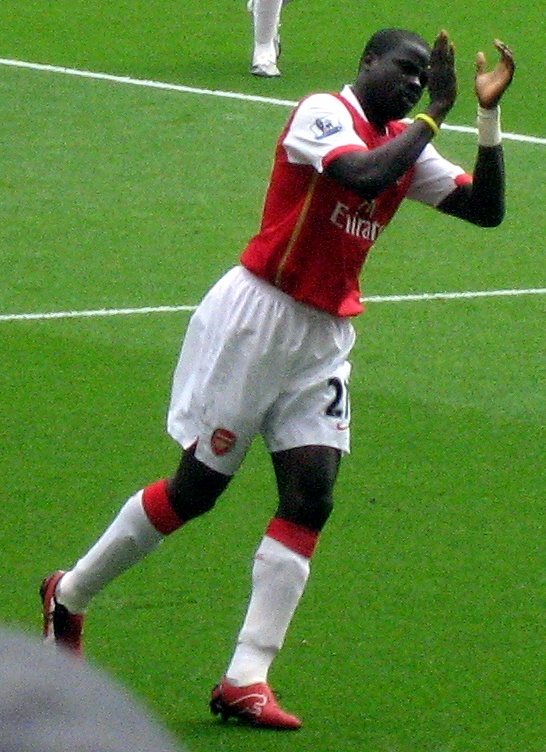
Eboué en un partido jugado con el Arsenal Football Club.

Poco después de firmar el contrato con el Arsenal, Eboué jugó con su nuevo equipo en la FA Cup ante el Stoke City, aunque esa temporada fue uno de los reservas habituales del equipo londinense.
En la temporada 2005-06 Eboué comenzó también como suplente. Marcó su primer gol para el Arsenal en la tercera ronda de la Copa de la Liga, ante el Sunderland (3-0) el 25 de octubre de 2005. En enero de 2006 disputó la Copa Africana de Naciones 2006. Tras su regreso jugó su primer partido en la Premier League ante el Liverpool FC en Anfield, después de que Lauren se lesionase. Con su compañero lesionado por el resto de la temporada, Eboué se hizo con la plaza titular.
Eboué disputó esa temporada la Liga de Campeones de la UEFA. Su equipo logró alcanzar la final disputada en el Stade de France de París frente al FC Barcelona de España, que finalmente sería el campeón. Eboué fue titular en la final de la Liga de Campeones 2006. El Arsenal se adelantó con un gol de Sol Campbell pero el Barcelona remontó con goles del camerunés Samuel Eto'o y el brasileño Juliano Belletti. El Arsenal eliminó en su camino a la final a equipos como el Real Madrid, Juventus y Villarreal CF. El 1 de abril, y tras haber disputado un partido contra el Aston Villa, su entrenador Arsène Wenger lo comparó con el jugador brasileño, Garrincha.
En la temporada 2006-07 fue elegido como el mejor jugador del Arsenal del mes de septiembre, pero se lesionó para todo el mes de octubre. Retornó el 5 de noviembre como suplente en el partido que su equipo perdió por 1 a 0 ante el West Ham United. Poco después ganó ante el Everton en la Copa de la Liga y marcó su segundo gol con el Arsenal en la victoria ante el Hamburgo SV el 21 de noviembre de 2006 en la Liga de Campeones de la UEFA. Tuvo problemas en el tobillo durante diciembre y enero de 2007 y tras muchas reapariciones, sobre todo contra los equipos importantes como Liverpool FC o Manchester United, Wenger decidió esperar hasta estar seguros de que no habría ninguna recaída.
Volvió para jugar la final de la Copa de la Liga y durante el encuentro golpeó al defensor del Chelsea FC, Wayne Bridge durante una pelea entre John Obi Mikel y Kolo Touré. Los árbitros omitieron el incidente pero la Federación Inglesa le sancionó con tres partidos. Comenzó jugando el partido de desempate de la Copa ante el Blackburn Rovers y se volvió a lesionar el tobillo en un choque con Morten Gamst Pedersen. Después de 6 temporadas y media con el Arsenal FC se hace oficial el traspaso al Galatasaray SK.

### Galatasaray
Al inicio de la Premier League 2011-12 Eboué perdió su número de equipo para el nuevo fichaje Gervinho , que recibió el dorsal número 27 a su llegada, que dejó el futuro de Eboué en el club un poco clara. 
El 16 de agosto de 2011, Eboué completó una jugada de club turco Galatasaray por € 3,5 millones en contrato de 4 años (valor de € 2.35 millones una temporada más el bono) tras rechazar irse al Tottenham FC y AS Roma. Tras su fichaje por el Galatasaray, Eboué reveló que el mánager Arsène Wenger le dijo que tendría pocas oportunidades en el primer equipo y escuchar interés para unirse a la parte turca. Eboué también reveló que Fatih Terim ha hecho su vida más fácil en el Galatasaray y ha sido una figura inspiradora para Eboué. 
El 11 de septiembre de 2011, Eboué hizo su debut con la camiseta clubes en la derrota por 2-0 ante el Istanbul Buyuksehir Belediyesi. En el partido entre Galatasaray y Beşiktaş, que era de 0-0, Eboue fue lluvia de misiles de la multitud y apenas capaz de llegar a 10 pies de la banda sin un objeto que se lanzó hacia él entre la multitud. 
El 3 de diciembre de 2011, Eboué anotó su primer gol ante el Gençlerbirligi, que era único gol del partido en un 1-0. El próximo partido el 7 de diciembre de 2011, marcó su segundo gol en la victoria derbi ante el Fenerbahçe, que Galatasaray ganó el partido 3-1. El 28 de abril de 2012, marcó su tercer gol ante el Trabzonspor, Galatasaray ganó el partido 4-2. Jugó 31 partidos en la liga y él estaba entre el equipo campeón. Luego, se consagró campeón de la Superliga de Turquía 2012-13.

## Selección nacional
Eboué jugó su primer partido con la selección de fútbol de Costa de Marfil contra Sudán en septiembre de 2004. A principios de 2006, jugó la Copa Africana de Naciones y consiguió llegar hasta la final pero perdieron ante el anfitrión, Egipto. También fue convocado para las ediciones 2008, 2010 y 2012.
Eboué fue seleccionado también para disputar la Copa Mundial de Fútbol 2006 en Alemania. Disputó todos los minutos de su selección, 270, en los que perdió ante Argentina por 2-1, ante los Países Bajos por idéntico resultado y ganó ante Serbia y Montenegro por 3-2 siendo eliminados del grupo. Posteriormente, formó parte de los 23 seleccionados para la Copa Mundial de Fútbol 2010.

### Participaciones en Copas del Mundo
| Copa              | Sede      | Resultado    | Partidos | Goles |
| ----------------- | --------- | ------------ | -------- | ----- |
| Copa Mundial 2006 | Alemania  | Primera fase | 3        | 0     |
| Copa Mundial 2010 | Sudáfrica | Primera fase | 3        | 0     |

### Participaciones en Copa Africana de Naciones
| Copa                           | Sede                    | Resultado        | Partidos | Goles |
| ------------------------------ | ----------------------- | ---------------- | -------- | ----- |
| Copa Africana de Naciones 2006 | Egipto                  | Subcampeón       | 5        | 0     |
| Copa Africana de Naciones 2008 | Ghana                   | Cuarto lugar     | 5        | 0     |
| Copa Africana de Naciones 2010 | Angola                  | Cuartos de final | 2        | 0     |
| Copa Africana de Naciones 2012 | Gabón Guinea Ecuatorial | Subcampeón       | 2        | 1     |
| Copa Africana de Naciones 2013 | Sudáfrica               | Cuartos de final | 4        | 0     |

## Estadísticas

### Clubes
| Club | Div.          | Temporada     | Liga  | Liga  | Copas nacionales(1) | Copas nacionales(1) | Copa de la Liga(2) | Copa de la Liga(2) | Torneos internacionales(3) | Torneos internacionales(3) | Otros(4) | Otros(4) | Total | Total |
| Club | Div.          | Temporada     | Part. | Goles | Part.               | Goles               | Part.              | Goles              | Part.                      | Goles                      | Part.    | Goles    | Part. | Goles |
| --- | ------------- | ------------- | ----- | ----- | ------------------- | ------------------- | ------------------ | ------------------ | -------------------------- | -------------------------- | -------- | -------- | ----- | ----- |
| ASEC Mimosas Costa de Marfil | 1.ª           | 2001-02       | 25    | 3     | —                   | —                   | —                  | —                  | —                          | —                          | —        | —        | 25    | 3     |
| KSK Beveren · Bélgica | 1.ª           | 2002-03       | 23    | 0     | —                   | —                   | —                  | —                  | —                          | —                          | —        | —        | 23    | 0     |
| KSK Beveren · Bélgica | 1.ª           | 2003-04       | 30    | 2     | —                   | —                   | —                  | —                  | —                          | —                          | —        | —        | 30    | 2     |
| KSK Beveren · Bélgica | 1.ª           | 2004-05       | 17    | 2     | —                   | —                   | —                  | —                  | 7                          | 0                          | —        | —        | 24    | 2     |
| KSK Beveren · Bélgica | Total club    | Total club    | 70    | 4     | —                   | —                   | —                  | —                  | 7                          | 0                          | —        | —        | 77    | 4     |
| Arsenal F. C. Inglaterra | 1.ª           | 2004-05       | 1     | 0     | 3                   | 0                   | 0                  | 0                  | 0                          | 0                          | —        | —        | 4     | 0     |
| Arsenal F. C. Inglaterra | 1.ª           | 2005-06       | 18    | 0     | 0                   | 0                   | 3                  | 1                  | 11                         | 0                          | 0        | 0        | 32    | 1     |
| Arsenal F. C. Inglaterra | 1.ª           | 2006-07       | 24    | 0     | 2                   | 0                   | 3                  | 0                  | 6                          | 1                          | —        | —        | 35    | 1     |
| Arsenal F. C. Inglaterra | 1.ª           | 2007-08       | 23    | 0     | 2                   | 0                   | 1                  | 0                  | 10                         | 0                          | —        | —        | 36    | 0     |
| Arsenal F. C. Inglaterra | 1.ª           | 2008-09       | 28    | 3     | 5                   | 1                   | 0                  | 0                  | 11                         | 0                          | —        | —        | 44    | 4     |
| Arsenal F. C. Inglaterra | 1.ª           | 2009-10       | 25    | 1     | 0                   | 0                   | 1                  | 0                  | 10                         | 2                          | —        | —        | 36    | 3     |
| Arsenal F. C. Inglaterra | 1.ª           | 2010-11       | 13    | 1     | 3                   | 0                   | 5                  | 0                  | 6                          | 0                          | —        | —        | 27    | 1     |
| Arsenal F. C. Inglaterra | Total club    | Total club    | 132   | 5     | 15                  | 1                   | 13                 | 1                  | 54                         | 3                          | 0        | 0        | 214   | 10    |
| Galatasaray S. K. Turquía | 1.ª           | 2011-12       | 31    | 3     | 2                   | 0                   | —                  | —                  | —                          | —                          | —        | —        | 33    | 3     |
| Galatasaray S. K. Turquía | 1.ª           | 2012-13       | 28    | 0     | 0                   | 0                   | —                  | —                  | 10                         | 1                          | 1        | 0        | 39    | 1     |
| Galatasaray S. K. Turquía | 1.ª           | 2013-14       | 18    | 1     | 3                   | 0                   | —                  | —                  | 8                          | 0                          | 1        | 0        | 31    | 1     |
| Galatasaray S. K. Turquía | 1.ª           | 2014-15       | 0     | 0     | 0                   | 0                   | —                  | —                  | 0                          | 0                          | —        | —        | 0     | 0     |
| Galatasaray S. K. Turquía | Total club    | Total club    | 77    | 4     | 5                   | 0                   | —                  | —                  | 18                         | 1                          | 2        | 0        | 103   | 5     |
| Sunderland A. F. C. Inglaterra | 1.ª           | 2015-16       | 0     | 0     | 0                   | 0                   | 0                  | 0                  | —                          | —                          | —        | —        | 0     | 0     |
| Total carrera | Total carrera | Total carrera | 304   | 15    | 20                  | 1                   | 13                 | 1                  | 79                         | 4                          | 2        | 0        | 416   | 21    |
| (1) Incluye datos de la FA Cup (2004-09) y Copa de Turquía (2011-14). (2) Incluye datos de la Copa de la Liga de Inglaterra (2005-11). (3) Incluye datos de la Copa de la UEFA (2004-05) y Liga de Campeones (2005-14). (4) Incluye datos de la Supercopa de Turquía (2012-13). |               |               |       |       |                     |                     |                    |                    |                            |                            |          |          |       |       |

## Palmarés

### Campeonatos nacionales
| Título               | Club              | País       | Año  |
| -------------------- | ----------------- | ---------- | ---- |
| FA Cup               | Arsenal F. C.     | Inglaterra | 2005 |
| Superliga de Turquía | Galatasaray S. K. | Turquía    | 2012 |
| Supercopa de Turquía | Galatasaray S. K. | Turquía    | 2012 |
| Superliga de Turquía | Galatasaray S. K. | Turquía    | 2013 |
| Supercopa de Turquía | Galatasaray S. K. | Turquía    | 2013 |
| Copa de Turquía      | Galatasaray S. K. | Turquía    | 2014 |
| Superliga de Turquía | Galatasaray S. K. | Turquía    | 2015 |
| Copa de Turquía      | Galatasaray S. K. | Turquía    | 2015 |

### Distinciones individuales
| Distinción                                   | Año  |
| -------------------------------------------- | ---- |
| Equipo ideal de la Copa Africana de Naciones | 2006 |